# Tephrosia ascendens
Tephrosia ascendens là một loài thực vật có hoa trong họ Đậu. Loài này được Macfad. miêu tả khoa học đầu tiên.